# Afranthidium polyacanthum
Afranthidium polyacanthum là một loài Hymenoptera trong họ Megachilidae. Loài này được Mavromoustakis mô tả khoa học năm 1938.